# Kościół św. Filipa Apostoła w Syrakuzach
Kościół św. Filipa Apostoła (wł. San Filippo Apostolo) – kościół znajdujący się we Włoszech, na wyspie Ortygia. Wznosi się na Piazza San FiIippo (w dawnej dzielnicy żydowskiej).

## Historia
Wznoszenie kościoła rozpoczęto w 1693 roku, na miejscu zniszczonej przez trzęsienie ziemi synagogi. Jego budowa została sfinansowana przez bractwo św. Filipa. Budowlę ukończono w 1742 roku. W czasie drugiej wojny światowej podziemia kościoła wykorzystywano jako schron przeciwlotniczy. W 1945 roku kościół został uszkodzony podczas bombardowania, a następnie odrestaurowany. W 1986 roku zburzono ciężką kopułę kościoła oraz wzniesiono nową, z lżejszych materiałów.

## Podziemia kościoła
Podziemia kościoła udostępnione są dla zwiedzających. Znajduje się w nich trój poziomowa krypta:
- pierwszy poziom (najwyższy) – znajdują się w nim katakumby, w których chowano bogatych mieszkańców miasta oraz członków bractwa św. Filipa;
- drugi poziom – został wydrążony przez starożytnych Greków i pełnił rolę cysterny, gromadzącej wodę z dochodzących tu akweduktów. Był używany jako schron przeciwlotniczy w czasie II wojny światowej. Na ścianach znajdują się rysunki ukrywających się tu żołnierzy;
- trzeci poziom – znajdują się tu pozostałości starożytnej synagogi oraz mykwa (zbiornik z wodą, służący do rytualnych obmyć)[3][4].